# 中国海关学会
中国海关学会是中华人民共和国从事海关问题研究的全国性学术团体，是中华人民共和国海关总署主管的社会团体，1985年6月成立。